# Radosavci
Radosavci – wieś w Chorwacji, w żupanii virowiticko-podrawskiej, w mieście Slatina. W 2011 roku liczyła 99 mieszkańców.